# Julien Temple
Julien Temple (London, 1953. november 26. –) brit filmrendező, dokumentumfilmes és videóklip-rendező. Pályafutását a Sex Pistolsról szóló rövidfilmekkel kezdte, majd számos egyedi projektet valósított meg, mint például a The Great Rock 'n' Roll Swindle és az Absolute Beginners, valamint a Glastonbury Fesztiválról szóló dokumentumfilm.

## Fiatalkora
Temple a londoni Kensingtonban született, Landon Temple fiaként, aki a Progressive Tours utazási irodát vezette. Tanulmányait a St Marylebone Gimnáziumban (ahonnan kizárták), a William Ellis Iskolában, majd a Cambridge-i King's College-ban végezte. Kezdetben nem érdeklődött a filmek iránt, de a cambridge-i évei alatt felfedezte a francia anarchista rendező, Jean Vigo munkásságát. Ez, valamint az 1976-os londoni punk szcéna iránti érdeklődése vezette el a Sex Pistols együtteshez, akikkel barátságot kötött, és számos korai koncertjüket dokumentálta.

## Karrierje

### 1970-es évek
Temple első filmje a Sex Pistols Number 1 című rövid dokumentumfilm volt, amely a zenekar 1976 és 1977 közötti felemelkedését mutatta be televíziós interjúk és koncertrészletek segítségével. Ezt követte a The Great Rock 'n' Roll Swindle, egy másik dokumentumfilm, amely a zenekar menedzsere, Malcolm McLaren szemszögéből meséli el a Sex Pistols történetét.

### 1980-as és 1990-es évek
1983-ban Temple rendezte az It's All True című filmet a BBC Arena sorozatában, amely a videóipar állapotát vizsgálta valós és képzeletbeli szegmenseken keresztül, számos híresség közreműködésével. 1986-ban rendezte az Absolute Beginners című filmet, amely az egyik legdrágább brit film volt abban az időben, de kritikailag és anyagilag is megbukott. Ezt követően az Egyesült Államokba költözött, ahol olyan filmeket rendezett, mint az Earth Girls Are Easy, valamint számos videóklipet olyan előadóknak, mint Duran Duran, Janet Jackson, Neil Young és Tom Petty.

### 2000-es évek
A 2000-es években Temple visszatért az Egyesült Királyságba, és folytatta filmek és videóklipek készítését. Rendezte a Pandæmonium (2001) című filmet, amely Samuel Taylor Coleridge és William Wordsworth költők barátságát mutatja be, valamint a The Filth and the Fury (2000) című dokumentumfilmet, amely a Sex Pistols történetét meséli el a zenekar tagjainak szemszögéből.

### 2010-es évek
2010-ben Temple rendezte a Ray Davies: Imaginary Man című életrajzi filmet, majd 2011-ben visszatért a Glastonbury Fesztiválra, hogy további dokumentációt készítsen a legendás eseményről. 2013-ban bejelentették, hogy Temple rendezi a Marvin Gaye életéről szóló Sexual Healing című filmet, de a produkció pénzügyi problémák miatt leállt.

## Magánélete
Feleségével, Amanda Temple-lel három gyermekük van, köztük a színésznő Juno Temple. Húga, Nina Temple, a Brit Kommunista Párt utolsó főtitkára volt.

## Filmográfia

### Videóklipek
Temple számos videóklipet rendezett karrierje során, többek között a következő előadóknak:
- Sex Pistols
- Sid Vicious
- Neil Young
- Judas Priest
- The Rolling Stones
- David Bowie
- The Kinks
- Depeche Mode
- Duran Duran
- Janet Jackson
- Tom Petty
- Paul McCartney
- Scissor Sisters